# Salmanites muta
Salmanites muta är en insektsart som först beskrevs av Baehr 1989.  Salmanites muta ingår i släktet Salmanites och familjen syrsor. Inga underarter finns listade i Catalogue of Life.